# Demain et encore demain, journal 1995
Pour plus de détails, voir Fiche technique et Distribution.
Demain et encore demain, journal 1995 est un documentaire français réalisé par Dominique Cabrera et sorti en 1998.

## Synopsis
Le journal filmé de Dominique Cabrera, qui traverse notamment l'élection présidentielle française de 1995.

## Fiche technique
- Titre : Demain et encore demain, journal 1995
- Réalisation : Dominique Cabrera
- Scénario : Dominique Cabrera
- Photographie : Dominique Cabrera
- Son : Dominique Cabrera
- Montage : Réjane Fourcade
- Production : Institut national de l'audiovisuel
- Distribution : Pierre Grise Distribution
- Pays d’origine :  France
- Durée : 79 minutes
- Date de sortie : France - 14 janvier 1998

## Sélections
- Festival de Cannes 1997 (programmation de l'ACID)[1]
- Berlinale 1998[2]